# 소피 킨셀라
소피 킨셀라(Sophie Kinsella, 1981년 9월 3일 ~ )는 잉글랜드의 작가이다. 소설 《쇼퍼홀릭》 시리즈로 전 세계적으로 이름을 알린 인물이다.